# Lenin-Mausoleum

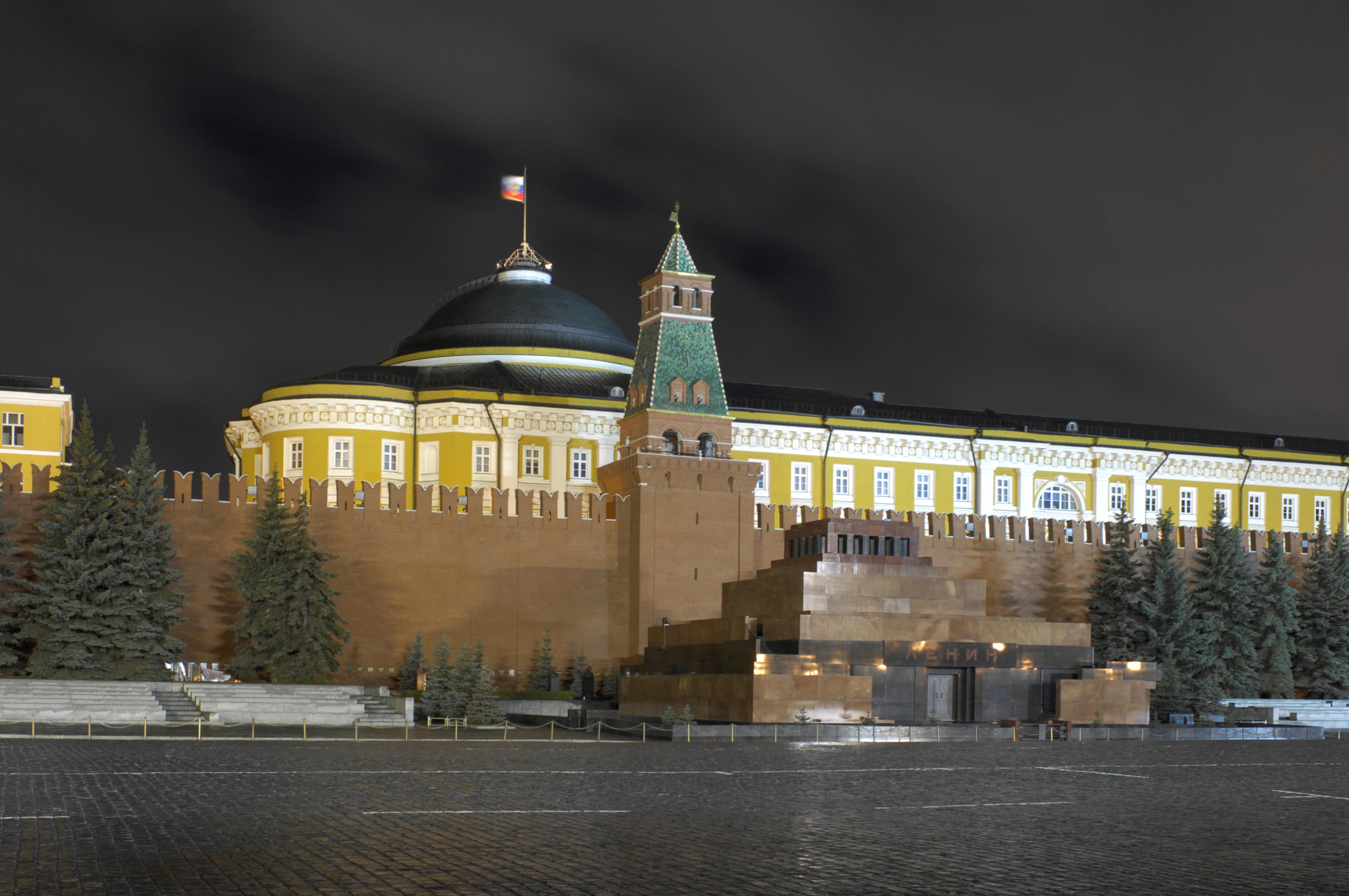
Lenin-Mausoleum am Roten Platz

Das Lenin-Mausoleum (russisch: Мавзоле́й Влади́мира Ильича́ Ле́нина, Mawsolei Wladimira Iljitscha Lenina, von 1953 bis 1961: Мавзолей Владимира Ильича Ленина и Ио́сифа Виссарио́новича Ста́лина, Mawsolei Wladimira Iljitscha Lenina i Iosifa Wissarionowitscha Stalina) ist ein Bauwerk auf dem Roten Platz in Moskau, in dem der Leichnam des im Januar 1924 verstorbenen Revolutionsführers Lenin aufgebahrt ist. Bis zur Entstalinisierung war daneben der Leichnam von Josef Stalin aufgebahrt, der das Mausoleum hatte errichten lassen.

## Bauwerk
Lenins Beisetzung war ein von Josef Stalin inszeniertes Staatsereignis. Lenin hatte vor seinem Tod verfügt, dass kein Personenkult um seine Person betrieben werden dürfe. Die Familienangehörigen, insbesondere seine Frau Nadeschda Krupskaja, wehrten sich gegen seine Einbalsamierung, doch Stalin setzte sich durch. Das erste Mausoleum war kleiner als das heutige Bauwerk und bestand aus Eichenholz. Es wurde in nur drei Tagen, vom 21. bis zum 24. Januar 1924, vor der Kremlmauer errichtet. Da es eher ein Provisorium darstellte, ließ der gleiche Architekt, Alexei Schtschussew, im Auftrag der Staatsregierung im Sommer 1924 ein größeres Mausoleum errichten, das in Form und Größe dem heutigen entsprach, aber noch immer aus Eichenholz bestand. Dieses Bauwerk beherbergte Lenins Leichnam fünf Jahre lang. Das Holz des Mausoleums begann jedoch bereits nach wenigen Jahren zu verrotten, sodass 1930 ein Neubau aus Stein beschlossen wurde. Nun kamen nach den vorherigen Bauplänen feiner Labradorstein und dunkelroter Granit als Baumaterialien zur Anwendung.
Im Zweiten Weltkrieg wurde das Mausoleum zum Schutz vor deutschen Luftangriffen mit Holz verkleidet und verhüllt, musste nach dem Kriegsende jedoch restauriert werden. Lenins Leichnam selbst hat den Krieg unversehrt überstanden. Der Sarg wurde 1942 nach Tjumen in Westsibirien evakuiert. Die Ehrenwache zog jedoch weiterhin vor dem Moskauer Mausoleum auf, sodass die Auslagerung von den Einwohnern kaum bemerkt wurde. Im Juni 1945 brachten Spezialisten den Leichnam wieder nach Moskau zurück. 
In einem beleuchteten, aus Panzerglas bestehenden Sarg gebettet, liegt Lenin im Mausoleum. Die Temperatur im Sarginneren wird konstant auf sieben Grad Celsius gehalten, die Luftfeuchtigkeit ist gering und ebenfalls konstant.
2012/2013 wurde das Mausoleum erstmals saniert und blieb dafür bis Mai 2013 acht Monate lang geschlossen. Das Gebäude wurde mithilfe eines speziellen Verfahrens und durch mehr als 350 Stahlbetonpfähle auf dem instabilen Boden befestigt. Während der Arbeiten verdeckte ein weißes Zelt den Bau. Der einbalsamierte Leichnam blieb die gesamte Zeit an seinem Platz.

## Totenkult

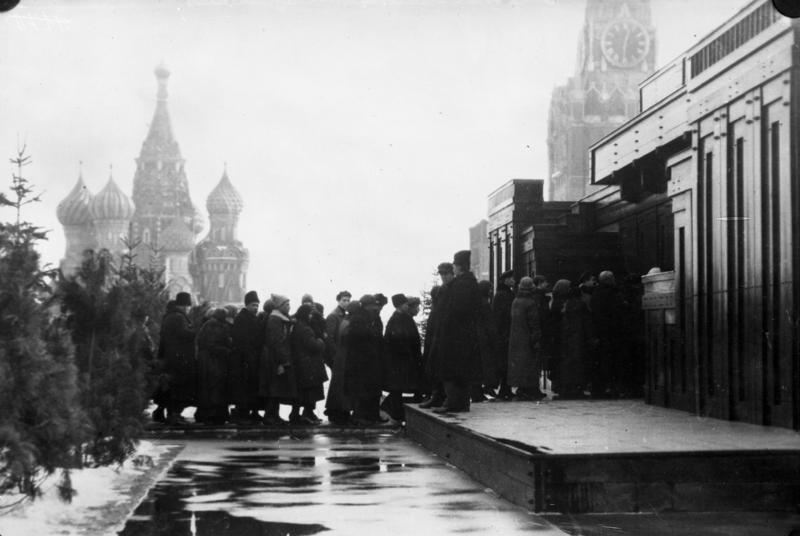
Besucherschlange vor dem früheren Holzmausoleum (1925)

Das Mausoleum galt in der Sowjetunion als eine wichtige Sehenswürdigkeit des Landes und war Ausdruck einer tiefen Verehrung für den Theoretiker des Kommunismus. Der Besuch des Mausoleums durch Millionen Menschen ist vergleichbar mit den Wallfahrten der Gläubigen zu den Kirchen und Wirkungsstätten ihrer Heiligen.
Bei der Siegesparade im Jahre 1945 warfen sowjetische Soldaten in einer symbolträchtigen Geste hunderte erbeuteter Fahnen der Wehrmacht vor das Mausoleum, zu Füßen Lenins. Bei den Militärparaden, die seit 1995 wieder jährlich am 9. Mai, dem Tag des Sieges über das nationalsozialistische Deutschland, stattfinden, stand zu Sowjetzeiten die gesamte Parteiführung auf der Tribüne des Mausoleums. Von hier aus hielten führende Parteimitglieder Reden zum Tag des Sieges.

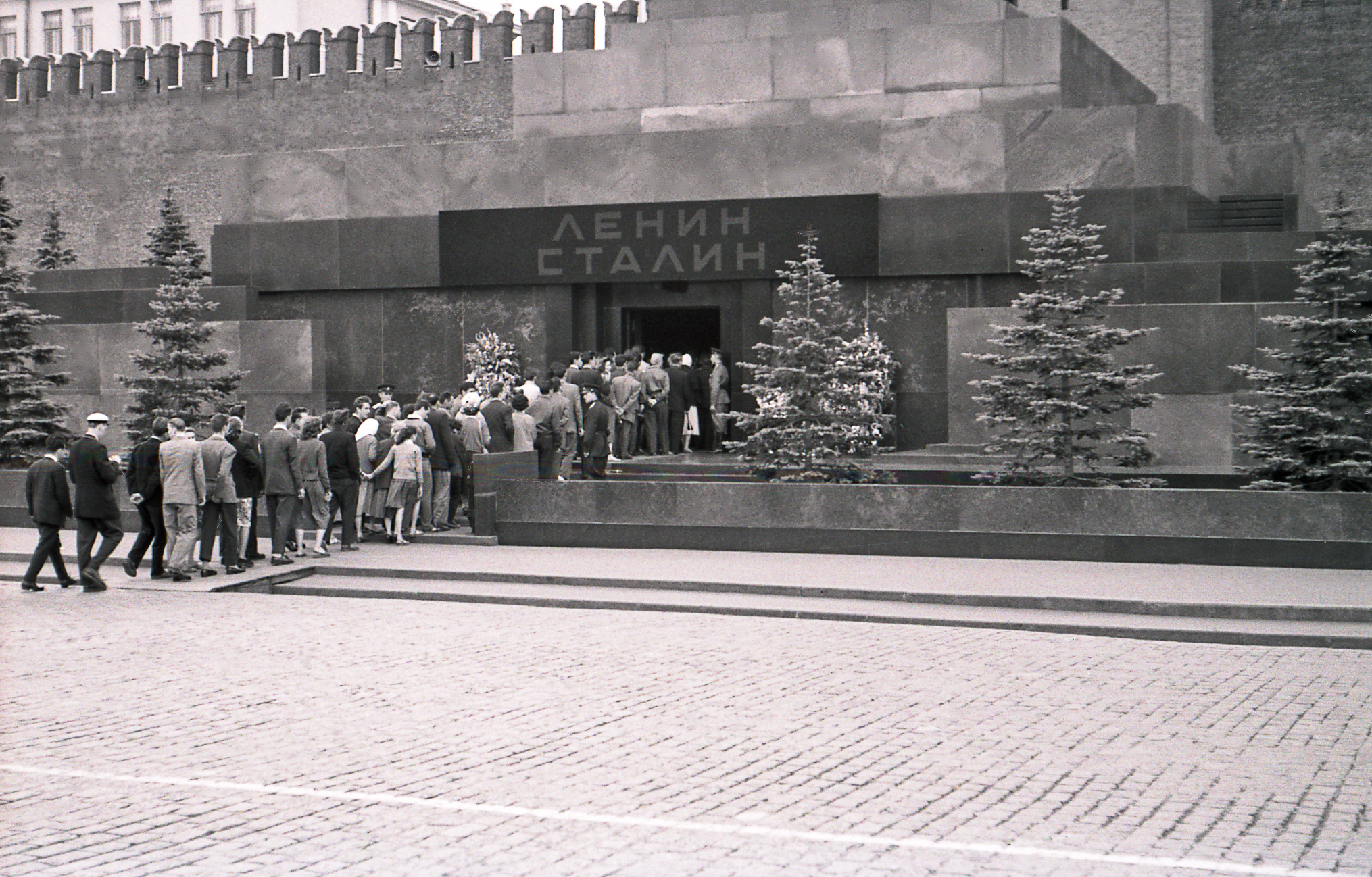
Schlange vor dem Mausoleum mit Schriftzug „Lenin / Stalin“ (1957)

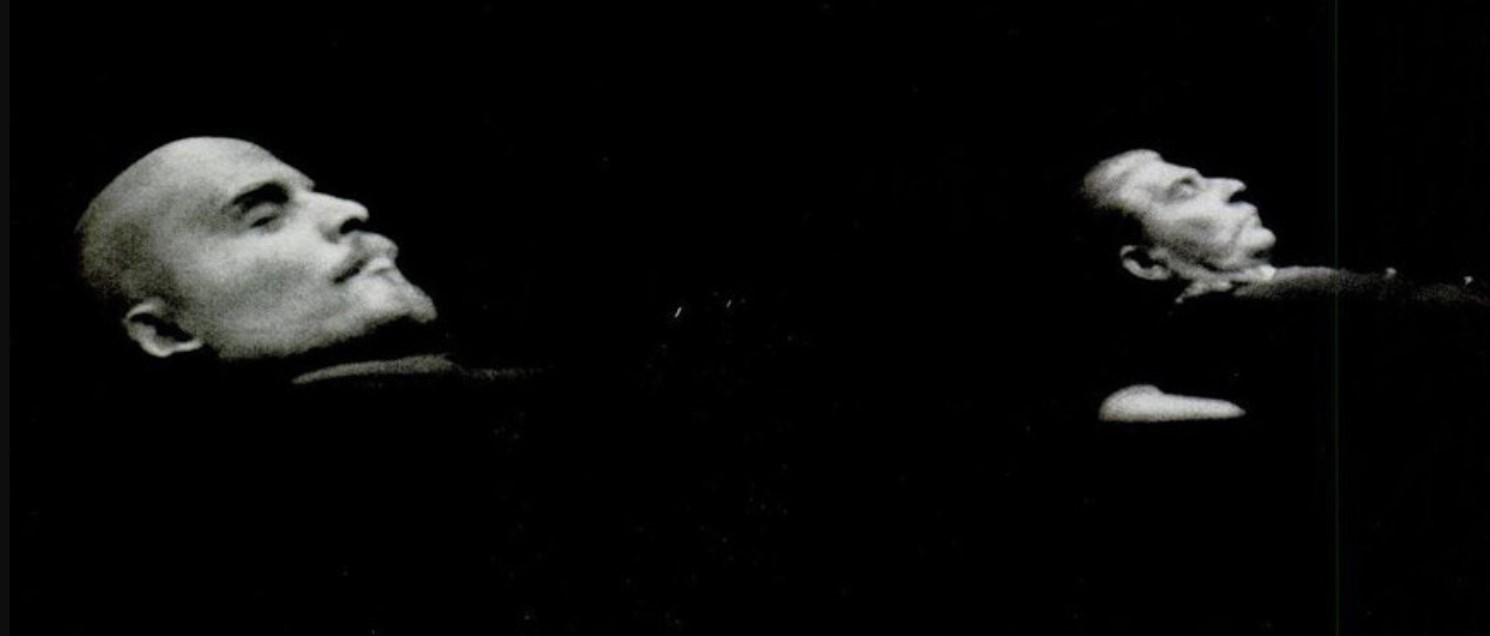
Neben Lenin aufgebahrte Leiche Stalins (1955)

Nach seinem Tod 1953 lag Stalins Leiche einige Jahre neben der Lenins. Die Inschrift über dem Haupteingang wurde zu jener Zeit in „Lenin Stalin“ geändert. Chruschtschow ließ im Zuge der Entstalinisierung die Leiche Stalins am Abend des 31. Oktober 1961 aus dem Mausoleum entfernen und auf dem Ehrenfriedhof hinter dem Mausoleum (der sogenannten Nekropole an der Kremlmauer) begraben.
Die Ehrenwache des Kremlregiments wurde 1993 unter Präsident Boris Jelzin abgezogen, allerdings am 12. Dezember 1997 wieder eingeführt. Sie bewacht nun die Ewige Flamme am Grabmal des unbekannten Soldaten im nahe gelegenen Alexandergarten.

## Lenins Leichnam
Dass sich ein Team von Wissenschaftlern während des Bestehens der Sowjetunion ständig mit Sorgfalt um den Zustand der Leiche gekümmert hat, wurde um 1989, zur Zeit der Glasnost, bekannt. Bis in die 1940er-Jahre glaubten Mediziner, den Körper optimal einbalsamiert zu haben. Dazu wurden 1924 alle Weichteile gleichmäßig mit balsamierenden und konservierenden Stoffen durchtränkt, wozu ein System von untereinander verbundenen Schnitten in der Leiche erstellt wurde. Auf die Haut kam eine Lösung geheimer Zusammensetzung, die zu einer mehr oder weniger natürlichen Farbe und Elastizität führte. Lenins Gehirn war bereits für wissenschaftliche Untersuchungen entfernt worden. Bekleidet war Lenin zunächst mit einer Uniform. Vor dem Zweiten Weltkrieg wurde diese durch Zivilkleidung ersetzt. Als wegen des Zweiten Weltkriegs der Sarg Lenins 1942 evakuiert wurde, stellten die Wissenschaftler fest, dass die Konservierungsmethoden versagt hatten. Stalin befahl, den Körper unbedingt zu erhalten und wiederherzustellen. Den Wissenschaftlern gelang das nur mit großer Anstrengung.
Seit dem Beginn des 21. Jahrhunderts kontrollieren zweimal pro Woche zwölf Wissenschaftler den Körper Lenins im Mausoleum. Ende 2003 kam der Körper in eine Wanne mit einer speziellen Lösung, wobei kosmetische Retuschierungen vorgenommen wurden.
Alle zwei Jahre – zuletzt im Februar 2022 – wird das Mausoleum für zwei Monate geschlossen, um planmäßig-prophylaktische Arbeiten an dem Leichnam durchzuführen. Verantwortlich dafür sind Spezialisten des „Allrussischen Instituts für Heil- und Aromapflanzen“. Neben biochemischen Arbeiten an der Mumie bekommt sie auch einen neuen Anzug. Darüber hinaus wird die im Mausoleum installierte Apparatur getestet, damit u. a. gleichbleibende Temperatur und Luftfeuchtigkeit gewährleistet sind.
Die Kosten für die Pflege des Leichnams und die Unterhaltung des Mausoleums – etwa 1,5 Millionen US-$ im Jahr – werden seit 1991 von einem privaten Fonds getragen. Während des Bestehens der Sowjetunion gab es eine Reihe von spezialisierten Laboren, die sich nur um die Erhaltung von Lenins Körper kümmerten. Nachdem deren staatliche Finanzierung eingestellt worden war, übernahm das Wissenschaftliche Zentrum WILAR diese Aufgabe. Mehrmals überlegte und beriet die russische Regierung, den Leichnam Lenins zu bestatten. Zuletzt hatte Boris Jelzin mit Unterstützung der orthodoxen Kirche eine Beerdigung geplant, konnte dies aber nicht umsetzen.
Am 20. Januar 2011, einen Tag vor Lenins Todestag, startete der Duma-Abgeordnete Wladimir Medinski (Einiges Russland) eine neue Initiative zur endgültigen Bestattung Lenins, die von einer Mehrheit der Russen befürwortet wurde. Auch Vertreter der orthodoxen Kirche und der islamischen Gemeinde in Russland sprachen sich für eine Entfernung des Leichnams aus dem Mausoleum aus. 2012 wurde diese Initiative ergebnislos beendet, wenngleich dieses Thema noch immer nicht abgeschlossen ist.